# Probaenia
Probaenia là một chi bọ cánh cứng trong họ Chrysomelidae.
Chi này được miêu tả khoa học năm 1904 bởi Weise.

## Các loài
Các loài trong chi này gồm:
- Probaenia armigera (Baly, 1885)
- Probaenia baeri Pic, 1927
- Probaenia bicoloricornis Pic, 1927
- Probaenia bicoloripes (Pic, 1927)
- Probaenia boliviana Pic, 1927
- Probaenia brevevittata Pic, 1933
- Probaenia clara Weise, 1905
- Probaenia clermonti Pic, 1933
- Probaenia crenata (Blanchard, 1843)
- Probaenia crenatula Uhmann, 1928
- Probaenia decipiens (Chapuis, 1877)
- Probaenia donckieri Pic, 1927
- Probaenia fasciata Weise, 1906
- Probaenia forsteri Uhmann, 1957
- Probaenia germaini Pic, 1927
- Probaenia grayi (Baly, 1865)
- Probaenia iheringi Weise, 1910
- Probaenia latefasciata Pic, 1927
- Probaenia luteonotata Pic, 1927
- Probaenia maculaticeps Pic, 1927
- Probaenia major Pic, 1927
- Probaenia militaris (Baly, 1864)
- Probaenia nigritarsis Weise, 1905
- Probaenia nobilis (Chapuis, 1877)
- Probaenia pallidior Pic, 1927
- Probaenia pici Uhmann, 1930
- Probaenia pretiosa Uhmann, 1927
- Probaenia purpureotincta Pic, 1927
- Probaenia quadrivittata Pic, 1927
- Probaenia robusta Weise, 1911
- Probaenia rubida (Chapuis, 1877)
- Probaenia ruficeps Pic, 1927
- Probaenia ruficornis Pic, 1938
- Probaenia sinuata Pic, 1927
- Probaenia tessellata Weise, 1905
- Probaenia tibiella Weise, 1905
- Probaenia tricolor Pic, 1927
- Probaenia triquetra Uhmann, 1940
- Probaenia variegata (Baly, 1885)
- Probaenia variolaris Weise, 1905
- Probaenia venusta (Chapuis, 1877)
- Probaenia viridiceps Pic, 1927
- Probaenia viridinotata Pic, 1927
- Probaenia vittulosa Weise, 1905
- Probaenia weisei Uhmann, 1927